# Taliana Vargas
Taliana Maria Vargas Carrillo (sinh ngày 20 tháng 12 năm 1987 tại Santa Marta, Colombia) là Hoa hậu Colombia 2007 và Á hậu 1 Hoa hậu Hoàn vũ 2008 Hoa hậu Hoàn vũ 2008 được tổ chức tại Việt Nam. Cô cũng là sinh viên khoa báo chí của trường Đại Học Cộng đồng Bắc Virginia tại Alexandria, Virginia. Taliana có thể nói thông thạo tiếng Anh, tiếng Tây Ban Nha và tiếng Ý, ngoài ra là một chút tiếng Hy Lạp và tiếng Ả Rập.

## Hoa hậu Colombia 2007
Sở hữu vẻ đẹp trong sáng và quyến rũ như một nàng công chúa yêu kiều, Taliana đã chiến thắng tại cuộc thi Hoa hậu Colombia vào ngày 12/11/2007, sau khi vượt qua Maria Cristina Diaz Granados đến từ Bogota, mang về chiến thắng đầu tiên cho quê hương cô - vùng Magdalena, Colombia. Trong cuộc thi, cô còn đoạt các giải phụ "Người đẹp thanh lịch", "Gương mặt đẹp nhất", "Người đẹp được giới cảnh sát yêu thích nhất". Cô cũng là một trong những Hoa hậu đẹp nhất của đất nước Colombia.

## Hoa hậu Hoàn Vũ 2008

Taliana Vargas trong phần thi Trang phục dạ hội (HHHV 2008)

Được xem là một ứng cử viên nặng ký cho ngôi vị Hoa hậu với gương mặt mặn mà của châu Âu, mái tóc đen của châu Á và thân hình quyến rũ của Nam Mỹ. Từ ngày đến Việt Nam, cô luôn chiếm được cảm tình của giới phóng viên vì nụ cười thiên thần luôn túc trực trên môi cùng tính cách năng động, hồn nhiên . Trong khuôn khổ cuộc thi, cô cũng lọt vào top 10 trang phục truyền thống đẹp nhất, top 5 "Nữ hoàng Vinpearl" . Ngày 13/7/2008, Taliana Vargas được Globalbeauties bầu chọn là Hoa hậu Hoàn vũ 2008 .
Vào đêm chung kết 14/7/2008, nhờ thân hình bốc lửa dẻo dai, nụ cười hoàn hảo cùng kỹ năng trình diễn xuất sắc, cô ghi được số điểm cao nhất ở phần thi áo tắm (9.433 điểm). Trong phần thi trang phục dạ hội, Taliana cũng nhận được số điểm cao nhất với 9.829 điểm, cô đã làm nổi bật và hoàn hảo hóa chiếc đầm dạ hội màu nâu trầm ánh vàng kén người mặc của nhà tạo mẫu Beatriz Camacho, kèm thêm màn xoay tà áo tuyệt vời mà về sau, các fans hâm mộ sắc đẹp thế giới còn ưu ái gọi riêng nó là "Taliana Twirl" .
Kết quả, Taliana Vargas dành danh hiệu Á hậu 1 cuộc thi Hoa hậu Hoàn vũ 2008.

## Sau cuộc thi Hoa hậu Hoàn Vũ 2008
Sau khi cuộc thi kết thúc, Taliana về quê nhà tiếp tục nhiệm kì của mình đến ngày 17/11/2008 và trao lại vương miện Hoa hậu cho người kế nhiệm Michelle Rouillard Estrada. Trong một cuộc phỏng vấn, "Nữ hoàng sắc đẹp Colombia" đã nói cô nhớ phở Việt Nam .
Hiện tại, Taliana Vargas là một diễn viên, chủ trì tiết mục, người mẫu, ngôi sao quảng cáo được yêu thích tại Colombia . Cô đang thủ vai chính trong bộ phim truyền hình ăn khách tại nước nhà, Chepe Fortuna, cùng với bạn diễn điển trai Javier Jattin. Cuối năm 2010, cô được chọn là một trong 60 ngôi sao đẹp nhất Colombia .